# Montes de Cantal

Esquema de la sección y composición geológica de los Montes de Cantal.

Los montes de Cantal son un macizo montañoso francés, en el departamento de su nombre, en la región de Auvernia-Ródano-Alpes. Es un antiguo estratovolcán desmantelado por la erosión (el más grande de Europa). Separa las cuencas de los ríos Loira y Dordoña. Forma parte del Macizo Central.
Su elevación media es de 461 m, y su cima más alta, el Plomb du Cantal, alcanza los 1858 m. Otros picos importantes son el puy de Peyre Arse (1806 m) y el puy Mary (1787 m). Este último es el centro del macizo, donde convergen los siete valles glaciares radiales que forma.
- Datos: Q1276372
- Multimedia: Monts du Cantal / Q1276372